# Nilaparvata
Genre
Nilaparvata est un genre d'insectes hémiptères de la famille des Delphacidae.
Ce genre comprend 19 espèces reconnues. Parmi elles, Nilaparvata lugens, la cicadelle brune du riz, répandue dans les régions tropicales d'Asie et des îles du Pacifique, est un ravageur du riz qui a un impact économique significatif, tant par les dégâts directs (flétrissement) consécutifs aux piqûres d'alimentation, que par la transmission de maladies virales. D'autres espèces (Nilaparvata bakeri, Nilaparvata maeander, Nilaparvata muiri) sont des ravageurs mineurs du riz et transmettent également des phytovirus.

## Distribution
Le genre Nilaparvata a une aire de répartition pantropicale, toutefois la plupart des espèces sont limitées à l'Ancien monde.

## Liste d'espèces
Selon Catalogue of Life (7 janvier 2023) :
- Nilaparvata albotristriata
- Nilaparvata angolensis
- Nilaparvata bakeri
- Nilaparvata caldwelli
- Nilaparvata camilla
- Nilaparvata chaeremon
- Nilaparvata diophantu
- Nilaparvata gerhardi
- Nilaparvata lugens (cicadelle brune du riz)
- Nilaparvata maeander
- Nilaparvata muiri
- Nilaparvata myersi
- Nilaparvata nigritarsis
- Nilaparvata oryzae
- Nilaparvata seminula
- Nilaparvata serrata
- Nilaparvata terracefrons
- Nilaparvata wolcotti

Selon ITIS (15 septembre 2014) :
- Nilaparvata albotristriata (Kirkaldy, 1907)
- Nilaparvata angolensis Synave, 1959
- Nilaparvata bakeri (Muir, 1917)
- Nilaparvata caldwelli Metcalf, 1955
- Nilaparvata camilla Fennah, 1969
- Nilaparvata castanea Huang & Ding, 1979
- Nilaparvata chaeremon Fennah, 1975
- Nilaparvata diophantus Fennah, 1958
- Nilaparvata gerhardi (Metcalf, 1923)
- Nilaparvata lineolae Huang & Tian, 1979
- Nilaparvata lugens (Stål, 1854)
- Nilaparvata maeander Fennah, 1958
- Nilaparvata muiri China, 1925
- Nilaparvata myersi Muir, 1923
- Nilaparvata nigritarsis Muir, 1926
- Nilaparvata seminula Melichar, 1914
- Nilaparvata serrata Caldwell in Caldwell & Martorell, 1951
- Nilaparvata terracefrons Guo & Liang in Guo, Liang & Jiang, 2005
- Nilaparvata wolcotti Muir & Giffard, 1924

Selon NCBI (15 septembre 2014) :
- Nilaparvata bakeri
- Nilaparvata lugens
- Nilaparvata muiri
- Nilaparvata wolcotti